# Cité de Leeds

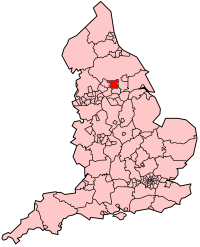
Localisation de la Cité de Leeds en Angleterre.

La Cité de Leeds (en anglais : City of Leeds) est un district de Yorkshire de l'Ouest, en Angleterre. Elle a le statut de district métropolitain et de cité (city). Le district comprend la ville de Leeds, où siège de Leeds City Council (en), ainsi que celles de Farsley, Garforth, Guiseley, Horsforth, Morley, Otley, Pudsey, Rothwell, Wetherby et Yeadon. Sa population estimée à 751 500 habitants en fait le deuxième district le plus peuplé d'Angleterre. C'est également le deuxième district le plus étendu.
Les frontières actuelles de la cité ont été déterminées par le Local Government Act 1972 et sont entrées en vigueur le 1er avril 1974. La cité est issue de la fusion de onze anciens districts : le county borough de Leeds, les districts municipaux de Morley et Pudsey, les districts urbains d'Aireborough, Garforth, Horsforth, Otley et Rothwell, et des parties des districts ruraux de Tadcaster, Wharfedale et Wetherby.
Durant douze ans, la cité a été gouvernée par un système à deux niveaux : le Leeds City Council partageait les pouvoirs avec le conseil de comté du Yorkshire de l'Ouest. Depuis le Local Government Act 1985 (en), le Leeds City Council est une autorité unitaire.

## Source
- (en) Cet article est partiellement ou en totalité issu de l’article de Wikipédia en anglais intitulé « City of Leeds » (voir la liste des auteurs).